# 新宮凉庭

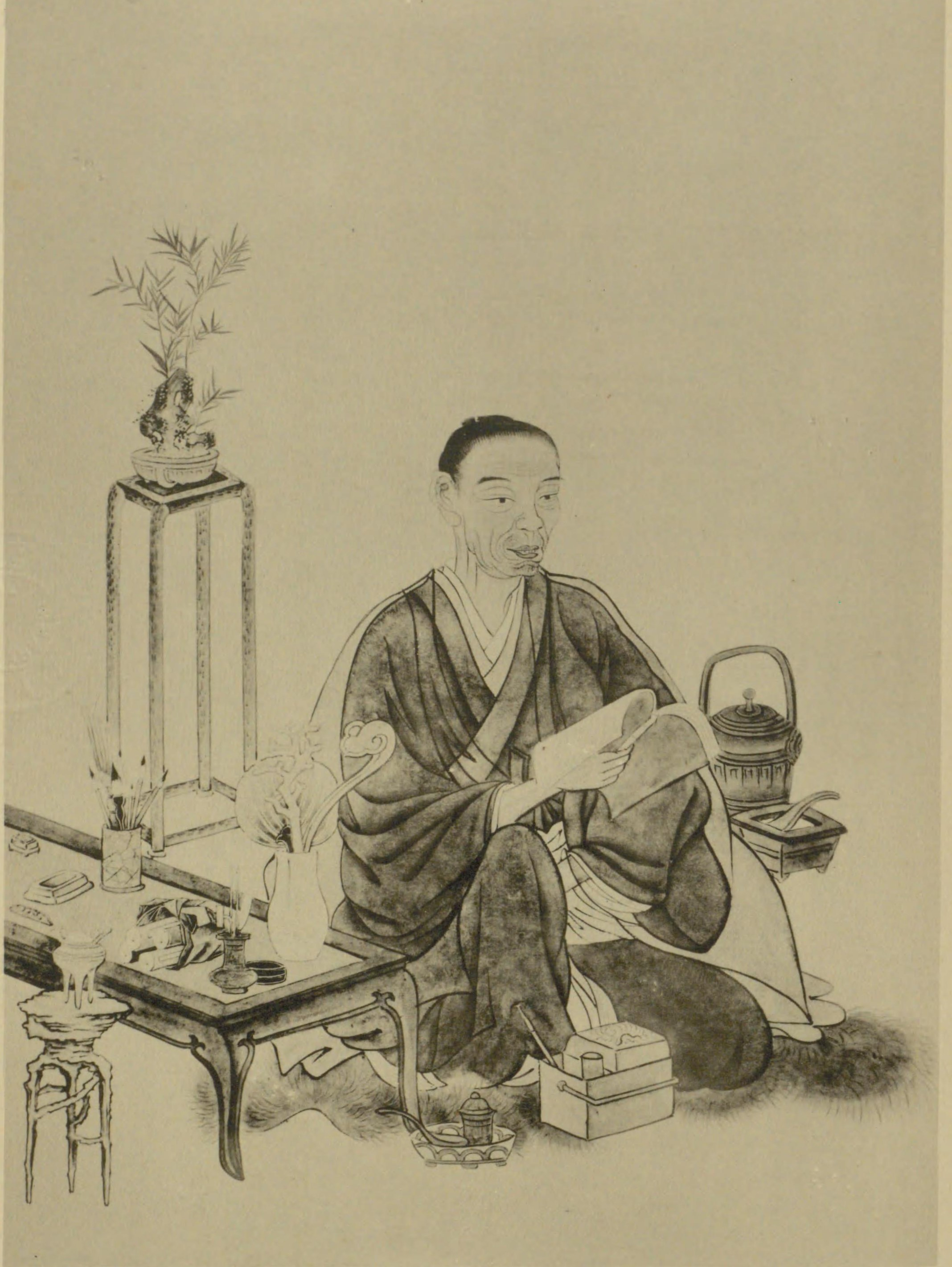
藤浪剛一『医家先哲肖像集』より新宮凉庭

新宮 凉庭（しんぐう りょうてい、天明7年3月13日（1787年4月30日） - 嘉永7年1月9日（1854年2月6日））は、江戸時代の蘭方医。丹後国由良（現・京都府宮津市）出身。漢方医学を学んだあと、長崎で蘭学を学び、京都で医学校「順正書院」を創立し、多くの医師を育てた。翻訳書も含め、医学書も多数著した。名は碩（せき）、号は鬼国、駆豎斎。凉庭は字。

## 略歴
1787年に丹後の由良に生まれる。家が貧しかったため、漢方医の叔父の元で育つ。幼いころから記憶力に優れた秀才で、漢学を修める。16歳で福知山藩の江戸藩邸に詰め、18歳のときに故郷で漢方医として開業する。
21歳のとき、蘭方医の宇田川玄随が著した「西説内科撰要」を読み、西洋医学を学ぶことを決心し、1810年に長崎に向かって旅立つ。道中、各地の医学者を訪ねては交流して学び、3年後の1813年に長崎へ到着。カピタンのヘンドリック・ドゥーフに気に入られ、出島の商館医との交流が許され、自らも医師として商館で働いた。
1818年に故郷に戻り、1819年に京都で開業、多くの弟子を育てた。名医の誉れ高く、経済的にも成功し、1839年に医学学校と文化サロンを兼ねた「順正書院」を南禅寺の隣に建てた。経済にも明るく、諸藩の財政指導や融資を行なう一方、経済書も著した。
1854年、68歳で死去。順正書院は、養子の凉民・凉閣・凉介が跡を継いだが、明治時代に閉めた。
大正4年（1915年）、正五位を追贈された。
順正書院の跡地は現在、湯豆腐店の「順正」が店舗として使用している。

## 家族
- 父・新宮道庵（義憲）[2] - 丹後由良村の漢方医[4]
- 伯父・有馬凉築 - 福知山藩医[2]。子の丹山も同藩医。
- 妻・有馬春枝 - 凉庭の間に何人か子を儲けたが、娘・松代以外早世[5]
- 妾・満寿[5]
- 養子・新宮凉民（1820-1875） - 娘・松代の婿[6]。備中（岡山県）黒崎の百姓町人・柚木直助の子・新太郎として生まれたが、医学に進み、舜民と名乗り、凉庭の養子となり義慎（通称・凉民）と改名[7][5]。新宮本家を継ぎ、凉庭の没後も順正書院で教え、維新後は京都医学会、京都療病院の設立に尽力[8]。子に凉亭、娘・増枝の婿に新宮凉園[5]。
- 養子・新宮凉閣（1828-1885） - 丹後（京都府）田辺藩士・古河主馬の子・義健として生まれ、13歳で凉庭の養子となる[5]。在京のまま伊勢津藩の藩医となり、維新後は京都療病院の設立に尽力[9]。
- 養子・新宮凉介（1818-1875） - 紀伊（和歌山県）の医師・松山庄太郎の子。旧名・松山文卿[7]。松山棟庵の兄。凉庭の養子となり貞亮（通称・凉介）に改名[5]。子の新宮凉園は凉庭の孫娘・増枝（松代・凉民の娘）の夫となり、娘・小百合は木場貞長に嫁いだ。凉園の娘婿に新宮（金谷）凉国。

## 著作
- 『西遊日記』 1836年 - 長崎留学記
- 『但泉紀行』 1846年 - 城崎温泉逗留記
- 『破レ家ノツヅクリ話』 1847年 - 経済論

## 伝記
- 新宮貞亮『順正書院記』1869年
- 新宮凉閣『鬼国先生言行録』1885年
- 山本四郎『新宮凉庭傳』（ミネルヴァ書房）1968年